# Сорочка (приток Плавы)
Сорочка — река в России, протекает по Тульской области. Правый приток Плавы.

## География
Река берёт начало у деревни Малая Красавка. Течёт на запад по открытой местности. Устье реки находится неподалёку от деревни Губа в 54 км от устья Плавы. Длина реки составляет 16 км, площадь водосборного бассейна — 120 км².

## Данные водного реестра
По данным государственного водного реестра России относится к Окскому бассейновому округу, водохозяйственный участок реки — Упа от истока и до устья, речной подбассейн реки — Бассейны притоков Оки до впадения Мокши. Речной бассейн реки — Ока.
Код объекта в государственном водном реестре — 09010100312110000019373.